# Municipio de Lake Benton
El municipio de Lake Benton (en inglés: Lake Benton Township) es un municipio ubicado en el condado de Lincoln en el estado estadounidense de Minnesota. En el año 2010 tenía una población de 241 habitantes y una densidad poblacional de 2,75 personas por km².

## Geografía
El municipio de Lake Benton se encuentra ubicado en las coordenadas 44°14′9″N 96°14′54″O / 44.23583, -96.24833. Según la Oficina del Censo de los Estados Unidos, el municipio tiene una superficie total de 87.49 km², de la cual 86,01 km² corresponden a tierra firme y (1,69 %) 1,48 km² es agua.

## Demografía
Según el censo de 2010, había 241 personas residiendo en el municipio de Lake Benton. La densidad de población era de 2,75 hab./km². De los 241 habitantes, el municipio de Lake Benton estaba compuesto por el 96,68 % blancos, el 1,24 % eran afroamericanos, el 0,83 % eran asiáticos y el 1,24 % eran de una mezcla de razas. Del total de la población el 0 % eran hispanos o latinos de cualquier raza.